# Jardin Berthe-Weill
Jardin Berthe-Weill [žardén berte vél], „Zahrada Berthe Weillové“, je malý veřejný park v Paříži ve 3. obvodu v ulici Impasse Berthaud. Park byl otevřen v roce 2019 a jeho rozloha činí 350 m2.

## Poloha
Nachází se v blízkosti Musée Picasso, vstup je z Rue de la Perle a Rue de Thorigny.

## Historie
Zahrada byla pojmenována na počest francouzské obchodnice s uměním Berthe Weill (1865–1951). Pojmenování bylo vybráno při hlasování obyvatel iniciovaném radnicí 3. obvodu. Zahrada byla otevřena v březnu 2019 v proluce na ploše 350 m2.